# حديث مشهور
الحديث المشهور 
هو حديث ما رواه ثلاثة رواة فأكثر في كل طبقه من طبقات الرواة.

## وصلات داخلية
- حديث نبوي

## روابط خارجية
- كتب الحديث في موقع الإسلام
- مكتبة مشكاة
- مكتبة صيد الفوائد
- لمحة عن تاريخ علم الحديث من إسلام أونلاين
- مكتبة الحديث النبوي الشريف
- الإحكام في الأحكام